# 日常生活自立支援事業
日常生活自立支援事業（にちじょうせいかつじりつしえんじぎょう）とは、認知症高齢者、知的障害者、精神障害者等のうち判断能力が不十分な方が地域において自立した生活が送れるよう、利用者との契約に基づき、福祉サービスの利用援助等を行うものである。（旧名称：地域福祉権利擁護事業）

## 実施主体
都道府県・指定都市社会福祉協議会（窓口業務等は市町村の社会福祉協議会等で実施）

## 対象者
- 次のいずれにも該当する方
  - 判断能力が不十分な方（認知症高齢者、知的障害者、精神障害者等であって、日常生活を営むのに必要なサービスを利用するための情報の入手、理解、判断、意思表示を本人のみでは適切に行うことが困難な方）
  - 事業の契約の内容について判断し得る能力を有していると認められる方

## 援助の内容
- 事業に基づく援助の内容は、次に掲げるものを基準とする
  - 福祉サービスの利用援助
  - 苦情解決制度の利用援助
  - 住宅改造、居住家屋の貸借、日常生活上の消費契約及び住民票の届出等の行政手続に関する援助等
- 上記に伴う援助の内容は、次に掲げるものを基準とする
  - 預金の払い戻し、預金の解約、預金の預け入れの手続等利用者の日常生活費の管理（日常的金銭管理）
  - 定期的な訪問による生活変化の察知

## 手続きの流れ
- 利用希望者は、実施主体に対して申請（相談）を行う。
- 実施主体は、利用希望者の生活状況や希望する援助内容を確認するとともに、事業の契約の内容について判断し得る能力の判定を行う。
- 実施主体は、利用希望者が本事業の対象者の要件に該当すると判断した場合には、利用希望者の意向を確認しつつ、援助内容や実施頻度等の具体的な支援を決める「支援計画」を策定し、契約が締結される。なお、支援計画は、利用者の必要とする援助内容や判断能力の変化等利用者の状況を踏まえ、定期的に見直される。
  - ※契約内容や利用者本人の判断能力等の確認を行う「契約締結審査会」及び適正な運営を確保するための監督を行う第三者的機関である「運営適正化委員会」を設置することにより、契約による事業の信頼性や的確性を高め、利用者が安心して利用できる仕組みとなっている。

## 利用料
- 実施主体が定める利用料を利用者が負担する。（相談・支援計画にかかる費用は無料）